# Opius vicinigundae
Opius vicinigundae är en stekelart som beskrevs av Fischer 2005. Opius vicinigundae ingår i släktet Opius och familjen bracksteklar. Inga underarter finns listade i Catalogue of Life.